# GSh-30-1
GSh-30-1 (tiếng Nga:ГШ-301) (mã GRAU: 9A-4071K) là loại autocannon 30 mm do Konstruktorskoe Buro Priborostroeniya (Конструкторское бюро приборостроения) tại Tula phát triển dưới sự lãnh đạo của V.P. Gryazeva và A. G. Shipunova. Súng được thông qua để gắn trên các máy bay chiến đấu như MiG-29, MiG-35, Su-27, Su-30, Su-33, Su-27M, Su-37, Su-35, Su-34, Yak-38 và Yak-141 từ những năm 1980. Việc sản xuất loại súng này do hãng Izhmash (nay đã sáp nhập thành tập đoàn Kalashnikov) đảm nhiệm. Với trọng lượng khoảng 46 kg nó khá nhẹ cho một loại pháo dùng trên máy bay.

## Thiết kế
GSh-30-1 sử dụng cơ chế nạp đạn bằng độ giật lùi nòng ngắn với phanh thủy lực, làm mát bằng chất lỏng bay hơi và điểm hỏa bằng điện. Một khối lượng 700 cm³ chất lỏng sẽ được đổ vào một ống bao quanh nòng súng, khi bắn chất lỏng sẽ nóng lên và bốc hơi lấy đi nhiệt của súng sau đó lượng hơi này sẽ đi qua một ống xoắn mà tại đó nó sẽ tỏa nhiệt và trở lại thành chất lỏng tạo ra một vòng tuần hoàn trong hệ thống tản nhiệt. Việc kích hỏa đạn được thực hiện bởi một nguồn điện 27 V, việc nạp đạn tự động được thực hiện bởi năng lượng đẩy nòng của đạn khi bắn. Nếu đạn không nổ thì một tùy chọn sẽ được kích hoạt một kim điểm hỏa đốt điện cực nóng sẽ được phóng hàn đâm xuyên qua vỏ đạn mà tại đó nó sẽ cháy với nhiệt độ cao đốt cháy tất cả thuốc súng bên trong buộc nó phải nổ để tiếp tục loạt đạn giúp súng có độ tin cậy cao.
Khi nòng súng hấp thụ lực giật và lùi lại nó sẽ truyền động lực cho khóa nòng để bắt đầu chu kỳ nạp đạn đồng thời tác động vào xi lanh phanh thủy lực hấp thụ lực giật và lò xo đẩy nòng súng trở về chỗ cũ. Trong quá trình các bộ phận di chuyển này súng cũng tự tạo ra một lượng điện thông qua một bộ phận chuyển đổi chuyển động cơ học để bổ sung năng lượng cho các lần bắn tiếp theo và tiết kiệm năng lượng chính cho máy bay.
Súng có thể dùng nhiều loại đạn từ bình thường, nổ, xuyên giáp, phát sáng... Hệ thống làm mát giúp súng có thể sử dụng các loại đạn nổ mà không sợ phát nổ trong súng do quá nóng. Súng có tốc độ bắn 1500-1800 viên/phút nhưng nòng súng có thời gian sử dụng khá ngắn với tối thiểu khoảng 2000 viên trước khi bị mòn hoàn toàn. Tầm bắn hiệu quả của súng với mục tiêu trên không là từ 200–800 m tùy loại mục tiêu còn dưới mặt đất là 1200–1800 m.